# Keri-Lynn Wilson
Keri-Lynn Wilson (Winnipeg, 17 de mayo de 1967) es una flautista y directora de orquesta canadiense. Entre 2014 y 2015, fue la directora musical de la Orquesta Filarmónica de Eslovenia.

## Biografía
Keri-Lynn Wilson es hija de Lynn Sharples y Carlisle Wilson, violinista y director. Comenzó sus estudios de piano con su abuela, Thelma Wilson, y los de canto con su abuelo, J. Kerr Wilson. Aprendió el violín con su padre, Carlisle Wilson.
En el 2003, contrajo matrimonio con Peter Gelb, actual director general del Metropolitan Opera House y también exdirector de Sony Classical.

## Carrera artística
Comenzó como intérprete en el club musical infantil de Winnipeg y más tarde obtuvo becas del club musical de mujeres y de la Wednesday Morning Musicale. Estudió flauta transversal con Julius Baker, en la Escuela Juilliard, donde obtuvo su grado y posgrado. A principios de su carrera interpretó como flautista solista con la Orquesta Filarmónica de Calgary, la Orquesta Sinfónica de Winnipeg y la Orquesta de Cámara de Manitoba.
En 1989, ganó el concurso Artistas Internacionales, lo que la llevó a dar un recital en la Sala Weill Recital del Carnegie Hall a los 21 años. Sin embargo, como ella señala, no se sentía cómoda siendo una intérprete, por lo que pasó de la flauta, el violín y el piano a abarcar la orquesta entera.

### Dirección de orquesta
En 1990 comenzó a estudiar dirección de orquesta bajo la supervisión de Otto-Werner Mueller y trabajó con grupos de música contemporánea como Musique Mobile and Continuum y la Orquesta Sinfónica Júpiter. También estudió dirección con Kurt Masur, James DePriest y Leonard Slatkin. Recibió la beca Bruno Walter. Se ha consolidado como una de las representantes del género femenino en la dirección de ópera.
En la temporada 2013-2014 dirigió Un baile de máscaras, de Giuseppe Verdi, en Estocolmo, con la Ópera Real de Estocolmo, así como Madama Butterfly, de Giacomo Puccini, en su debut con el Nuevo Teatro Nacional en Tokio, y a su regreso con la Ópera Estatal de Baviera, en Múnich.
Su debut en el Teatro de ópera de Zúrich fue en la temporada 2012-2013, dirigiendo Lady Macbeth de Mtsensk y La traviata. Asimismo, dirigió El holandés errante, en la Ópera de Montreal; La traviata, en Bilbao; Eugenio Onegin, en Varsovia; Nabucco, en La Coruña, y su debut en el Festival de Música Schleswig-Holstein con la Orquesta Sinfónica de la Radio del Norte de Alemania, interpretando Turandot. También ha debutado como directora en Salerno con La traviata; en Bari, con Otello, y en Tel Aviv, con Boris Godunov.
Fue la primera mujer directora de una ópera en España, en el 2015, con la interpretación de Il Trovatore y Attila, al mando de la Orquesta Sinfónica de Galicia, en La Coruña.

## Discografía
- Danzón - Orquesta Sinfónica Simón Bolívar, Keri-Lynn Wilson, dirección, Dorian Recordings / 1998[8]
- Giacomo Puccini: Turandot - Keri-Lynn Wilson, dirección, TM Music, 2008[9]